# Episodi di Glee (prima stagione)
La prima stagione della serie televisiva Glee, composta da 22 episodi, è stata trasmessa negli Stati Uniti tra il 2009 e il 2010 su canale Fox. 
L'episodio pilota è stato trasmesso il 19 maggio 2009 dopo American Idol. La rimanente parte della stagione è stata trasmessa negli Stati Uniti dal 9 settembre 2009 all'8 giugno 2010.
In Italia la prima parte della stagione (episodi 1-13) è stata trasmessa in prima visione assoluta dal 25 dicembre 2009 all'8 aprile 2010 su Fox di Sky. La seconda parte (episodi 14-22) è stata trasmessa in prima visione assoluta dal 15 settembre al 20 ottobre 2010 sempre su Fox. In chiaro la prima stagione è stata trasmessa dal 10 gennaio 2011 su Italia 1.

Logo della serie televisiva

| nº | Titolo originale     | Titolo italiano           | Prima TV USA      | Prima TV Italia   |
| -- | -------------------- | ------------------------- | ----------------- | ----------------- |
| 1  | The Chorus           | Voci fuori dal coro       | 19 maggio 2009    | 25 dicembre 2009  |
| 2  | Showmance            | La strada per il successo | 9 settembre 2009  | 21 gennaio 2010   |
| 3  | Acafellas            | Acafellas                 | 16 settembre 2009 | 28 gennaio 2010   |
| 4  | Preggers             | La scoperta di un talento | 23 settembre 2009 | 4 febbraio 2010   |
| 5  | The Rhodes Not Taken | Un grande ritorno         | 30 settembre 2009 | 11 febbraio 2010  |
| 6  | Vitamin D            | Vitamina D                | 7 ottobre 2009    | 18 febbraio 2010  |
| 7  | Throwdown            | Guerra aperta             | 14 ottobre 2009   | 25 febbraio 2010  |
| 8  | Mash-Up              | L'unione imperfetta       | 21 ottobre 2009   | 4 marzo 2010      |
| 9  | Wheels               | Musica su 2 ruote         | 11 novembre 2009  | 11 marzo 2010     |
| 10 | Ballad               | Canzoni d'amore           | 18 novembre 2009  | 18 marzo 2010     |
| 11 | Hairography          | Capellografia             | 25 novembre 2009  | 25 marzo 2010     |
| 12 | Mattress             | La televendita            | 2 dicembre 2009   | 1º aprile 2010    |
| 13 | Sectionals           | Le provinciali            | 9 dicembre 2009   | 8 aprile 2010     |
| 14 | Hell-O               | Hell-O                    | 13 aprile 2010    | 15 settembre 2010 |
| 15 | The Power of Madonna | Come Madonna              | 20 aprile 2010    | 15 settembre 2010 |
| 16 | Home                 | Casa                      | 27 aprile 2010    | 22 settembre 2010 |
| 17 | Bad Reputation       | Cattiva reputazione       | 4 maggio 2010     | 22 settembre 2010 |
| 18 | Laryngitis           | Senza voce                | 11 maggio 2010    | 29 settembre 2010 |
| 19 | Dream On             | Continua a sognare        | 18 maggio 2010    | 29 settembre 2010 |
| 20 | Theatricality        | Teatralità                | 25 maggio 2010    | 6 ottobre 2010    |
| 21 | Funk                 | Anima e rabbia            | 1º giugno 2010    | 13 ottobre 2010   |
| 22 | Journey to Regionals | Le regionali              | 8 giugno 2010     | 20 ottobre 2010   |

## Voci fuori dal coro
- Titolo originale: Pilot
- Diretto da: Ryan Murphy
- Scritto da: Ryan Murphy, Brad Falchuk e Ian Brennan

### Trama
Will Schuester, insegnante di spagnolo alla McKinley High School di Lima, in Ohio, scopre che il suo collega Sandy Ryerson, responsabile del glee club della McKinley, è stato licenziato dal corpo insegnanti per il suo comportamento inappropriato nei confronti degli studenti di sesso maschile; in seguito si scoprirà che è stata Rachel ad accusarlo solo per gelosia.
Il preside Figgins concede a Will di dirigere il club, che il professore vuole riportare ai vecchi fasti. Tuttavia, gli sforzi del professor Schuester di riportare in vita il glee club vengono derisi da Sue Sylvester: insegnante di ginnastica e capo delle Cheerios: la squadra delle cheerleader del liceo.
Intanto, neanche Terri, la moglie del professor Schuester, supporta la scelta del marito che preferirebbe che Will incominciasse una sontuosa carriera da ragioniere per arrotondare di qualche zero il loro reddito.
Rachel Berry, una ragazza boriosa ed egocentrica, minaccia di lasciare il club, a meno che il professor Schuester non trovi un cantante maschio che sia all'altezza della sua voce.
L'allenatore della squadra di football della McKinley, Ken Tanaka, permette al professor Schuester di reclutare potenziali cantanti direttamente dalla sua squadra di football.
Will scopre che Finn Hudson, il quarterback della squadra, ha una splendida voce. Per convincere un riluttante Finn ad entrare a far parte del glee, il professore mette in scena un ricatto: finge di trovare una bustina contenente della marijuana nell'armadietto del giovane, e come punizione lo costringe ad unirsi al glee.
Il professor Schuester, accompagnato da Emma Pillsbury, la consulente scolastica della McKinley, porta i suoi ragazzi ad assistere all'esibizione del club rivale: I Vocal Adrenaline.
La strabiliante performance canora getta il gruppo ed il professor Schuester nello sconforto.
Una volta tornato a casa, Will viene informato da sua moglie Terri che sta per diventare padre. Il professore, in vista delle nuove e future responsabilità, in un primo momento decide di dare le dimissioni per trovarsi un lavoro decisamente più redditizio.
La bella Emma sollecita il collega a seguire il suo cuore, piuttosto che il denaro, e quindi, dopo aver assistito ad una esibizione del suo glee club, il professore decide di rimanere.
- Guest star: Stephen Tobolowsky (Sandy Ryerson), Patrick Gallagher (Ken Tanaka), Iqbal Theba (Preside Figgins), Romy Rosemont (Carole Hudson), Ben Bledsoe (Hank Saunders), Justin Gaston (giocatore di football), Kent Avenido (Howard Bamboo), Aaron Hendry (Darren)
- Ascolti USA: telespettatori 9.620.000[1]
- Ascolti Italia: telespettatori 183.411[2]

## La strada per il successo
- Titolo originale: Showmance
- Diretto da: Ryan Murphy
- Scritto da: Ryan Murphy, Brad Falchuk e Ian Brennan

### Trama
Il club vuole esibirsi davanti alla scuola per la prima volta nel tentativo di reclutare nuovi membri. Quindi Will decide di assegnare una canzone disco, quella con la quale il glee club vinse nel 1993 le gare regionali. I ragazzi, contrariati, decidono di trovare una canzone su un tema che stimoli i compagni ad entrare nel club: il sesso. Will, ignaro dell'organizzazione del club, li presenta all'assemblea i ragazzi si esibiscono in Push it con esiti ottimi per i ragazzi, ma pessimi per i professori. Successivamente Will ottiene un secondo lavoro come bidello scolastico per pagare le future spese per il figlio e si avvicina a Emma, la consulente scolastica. Durante una prova Rachel bacia Finn. Quinn, timorosa di perdere il suo ragazzo, fa le audizioni per il glee club (assieme a Brittany e Santana) e Will accetta la sua partecipazione. Terry scopre di avere una gravidanza isterica, ma nasconde la verità a Will dicendo che loro figlio sarà un maschio. Nel frattempo Quinn avverte la professoressa Sylvester della sua partecipazione e quest'ultima ne approfitterà dando loro il compito di spiare il G̠lee club in modo da farlo fallire. Finn riprende i buoni rapporti con Quinn.
- Guest star: Patrick Gallagher (Ken Tanaka), Iqbal Theba (Principal Figgins), Jennifer Aspen (Kendra Giardi), Romy Rosemont (Carole Hudson), Ken Choi (Dr. Wu), Valerie Hubbard (Peggy)
- Ascolti USA: telespettatori 7.300.000[3]
- Ascolti Italia: telespetattori 255.704[2]

## Acafellas
- Titolo originale: Acafellas
- Diretto da: John Scott
- Scritto da: Ryan Murphy

### Trama
Dopo alcuni commenti negativi da parte dei membri del glee club sulle coreografie di Will, quest'ultimo forma un gruppo di canto a cappella con i professori della scuola: gli Acafellas. Nel frattempo, i ragazzi dispiaciuti tentano in vari modi di far tornare Will a fare le coreografie, ma invano. Allora le Cheerios, seguendo le istruzioni della Sylvester, ingaggiano il coreografo di Broadway Dakota Stanley che verrà subito licenziato da Rachel poiché fa dei commenti negativi sull'estetica dei ragazzi del glee. Intanto Mercedes si innamora di Kurt, ma il ragazzo la respinge dicendo di essere interessato ad un'altra persona. La ragazza pensa si tratti di Rachel e Kurt le risponde di sì. Alla fine le rivela di essere gay e di avere una cotta per Finn. Gli Acafellas si esibiscono e Terry si scusa con Will per essersi disinteressata alle passioni del marito. Alla fine però Will torna e i ragazzi tornano ad apprezzare gli sforzi e i consigli artistici del loro professore.
- Guest star: Josh Groban (sé stesso), Victor Garber (padre di Will), Debra Monk (madre di Will), Patrick Gallagher (Ken Tanaka), Stephen Tobolowsky (Sandy Ryerson), Iqbal Theba (Preside Figgins), John Lloyd Young (Henri St. Pierre), Whit Hertford (Dakota Stanley), Clint Culp (Teamster), Victor Garber (Howard Bamboo)
- Ascolti USA: telespettatori 6.640.000[4]
- Ascolti Italia: telespettatori 238.306[5]

## La scoperta di un talento
- Titolo originale: Preggers
- Diretto da: Brad Falchuk
- Scritto da: Brad Falchuk

### Trama
Dopo esser stato scoperto dal padre a provare assieme a Tina e Brittany la coreografia di "Single Ladies" di Beyoncé, Kurt si iscrive alla squadra di football solo per sorprendere il padre. Intanto Quinn rivela a Finn di essere incinta di lui, mentre in realtà il padre del bambino è Puck. Nel frattempo Will preferisce far emergere Tina come solista piuttosto che tenere fissa Rachel. Quest'ultima, offesa, prima si disinteressa del club ed infine ci rinuncia per partecipare al musical della scuola diretto da Sandy. Finn, con l'aiuto di Will, influenza il team di football a prendere lezioni di ballo, per migliorare la tecnica e sorprendere gli avversari. Infine la squadra vince grazie alla tattica scelta da Kurt, cioè interpretare "Single Ladies" in campo. Il ragazzo rivela al padre di essere gay, scoprendo che questi lo aveva capito tempo fa interpretando gli atteggiamenti del figlio. Intanto Finn accetta l'arrivo di "suo" figlio e Tina, capendo di non essere pronta per un assolo, chiede al prof. Schuester di far tornare Rachel e darlo a lei.
- Guest star: Mike O'Malley (Burt Hummel), Stephen Tobolowsky (Sandy Ryerson), Patrick Gallagher (Ken Tanaka), Iqbal Theba (Preside Figgins), Jennifer Aspen (Kendra Giardi), Kurt Fuller (Mr. McClung)
- Ascolti USA: telespettatori 6.630.000[6]

## Un grande ritorno
- Titolo originale: The Rhodes Not Taken
- Diretto da: John Scott
- Scritto da: Ian Brennan

### Trama
Da quando Rachel non fa più parte del glee, Quinn cerca di sostituirla, ma invano: i ragazzi preferiscono decisamente la loro solista originale. Quinn inoltre, per via del bambino, va e viene dal bagno. Will, a pranzo fuori con Terry, scopre che il loro cameriere non è altro che un componente dei Vocal Adrenaline che viene bocciato apposta dai professori per vincere le regionali di ogni anno. Allora Will, con l'aiuto di Emma, richiama una ex alunna che non si è mai diplomata per darle una nuova chance: April Rhodes. Il vero motivo della scelta di Will è un altro: April è un'eccezionale cantante che strabilia il glee con "Maybe This Time" riuscendo così a farsi accettare. Sia i ragazzi che Emma sono turbati dalla presenza di April, ma quest'ultima ammalia i ragazzi proponendo il suo metodo di vita un po' fuori dalle righe: droga, alcool, furti, ecc. Nel frattempo Finn riesce a convincere Rachel a tornare nel glee dopo un appuntamento al bowling ed un bacio, però c'è un imprevisto che farà cambiare idea a Rachel: Puck svela a tutti che Quinn è incinta di Finn. Il glee si esibisce con April allora, ma Will la caccia gentilmente, visto che era ubriaca. Alla fine Rachel, dispiaciuta, accetta la situazione di Finn e rientra nel glee, concludendo lo spettacolo con l'interpretazione di "Somebody to love" dei Queen.
- Guest star: Kristin Chenoweth (April Rhodes), Jennifer Aspen (Kendra Giardi), Jayson Blair (Chris), Stephen Tobolowsky (Sandy Ryerson), Iqbal Theba (Preside Figgins), Gijon Talton (Matt Rutherford), Susan Leslie (Sandra)
- Ascolti USA: telespettatori 7.400.000[7]

## Vitamina D
- Titolo originale: Vitamin D
- Diretto da: Elodie Keene
- Scritto da: Ryan Murphy

### Trama
Siccome le Nuove Direzioni (New Directions in originale), questo il nome ufficiale del gruppo del glee, sentono di avere la vittoria delle provinciali in pugno e non si esercitano più, il prof. Schuester indice una competizione tra i ragazzi e le ragazze del glee. Il pezzo da presentare è un mash-up tra due canzoni. L'esibizione migliore sarà il pezzo d'apertura delle provinciali. Istigata da Sue, che la informa dell'avvicinamento tra Will ed Emma, Terry accetta il lavoro di infermiera a scuola. Finn sentendosi stanco va in infermeria, dove Terry gli somministra delle pastiglie, la vitamina D. Ipereccitato a causa di tale sostanza, Finn convince gli altri ragazzi ad assumere le stesse pillole per fare una buona prestazione con un mash-up di "Confessions" e "It's my life". Quando Rachel scopre che i maschi si sono dopati, grazie a una soffiata di Kurt, decide di giocare ad armi pari insieme a tutte le ragazze. Grazie a questa vitamina le ragazze, come i ragazzi, fanno un'eccellente esibizione con un mash-up di "Halo" e "Walkin'on Sunshine". Contemporaneamente Ken chiede ad Emma di sposarla; lei, dopo un'iniziale esitazione, accetta, sapendo di non avere speranze con Will. Inoltre, Terry convince Quinn a darle in adozione il bambino subito dopo la nascita. Venendo a sapere che i ragazzi del glee si sono dopati, il preside Figgins licenzia Terry e obbliga Will ad avere un co-coordinatore nel glee: Sue Sylvester. Appena saputa la verità Will si arrabbia con la moglie. Anche le Nuove Direzioni, dispiaciute per l'accaduto, si scusano con il prof. Schuester, il quale accetta le scuse ma dice che ormai il danno è fatto.
- Guest star: Dijon Talton (Matt Rutherford), Stephen Tobolowsky (Sandy Ryerson), Patrick Gallagher (Ken Tanaka), Iqbal Theba (Preside Figgins), Kent Avenido (Howard Bamboo), Joe Hursley (Joe)
- Ascolti USA: telespettatori 7.280.000[8]

## Guerra aperta
- Titolo originale: Throwdown
- Diretto da: Ryan Murphy
- Scritto da: Brad Falchuk

### Trama
Will e Sue litigano su come dirigersi il coro e, dopo aver cercato di sabotarlo, vengono mandati in presidenza. Dopo aver accompagnato Finn e Quinn dal ginecologo, decide di accompagnare la moglie nella prossima visita. Sue decide di dividere il glee per interpretare due brani, entrambi capitanati da uno dei due professori, e sceglie i ragazzi che, secondo lei, rappresentano una "minoranza", lasciando Will con Finn, Rachel, Quinn, Puck e Brittany. A questo dispetto di Sue, Will risponde bocciando i Cheerios in spagnolo, in modo da non fare avere più alcuna cheerleader alla Sylvester. Intanto un giornalista scolastico rivela a Rachel che è a conoscenza del segreto di Quinn e la ricatta chiedendo la sua biancheria intima. Will fissa l'appuntamento dal ginecologo e Terry, con l'aiuto della sorella Kendra, corrompe il ginecologo facendo credere a Will che lei aspetti una bambina. Durante l'esibizione del gruppo, i due professori hanno un'altra asperrima lite fino a che i ragazzi decidono di andarsene. Dopo tutto questo Sue decide di estromettersi dal glee, ma chiede a Will, in positività, di poter restare consigliere del gruppo e Will acconsente. Durante una chiacchierata con i ragazzi, Sue rivela che lei è venuta a sapere dal giornalista che Quinn è incinta e lo ha costretto a spargere per la scuola la voce. Così, Finn e Quinn si arrabbiano e puniscono Rachel, pensando che lei abbia ceduto ai ricatti. L'episodio finisce con l'interpretazione del glee di "Keep holding on" di Avril Lavigne e con un pianto silenzioso di Quinn.
- Guest star: Stephen Tobolowsky (Sandy Ryerson), Iqbal Theba (Preside Figgins), Dijon Talton (Matt Rutherford), Josh Sussman (Jacob Ben Israel), Ken Choi (Dr. Wu), Jennifer Aspen (Kendra Giardi), Amy Hill (Dr. Chin).
- Ascolti USA: telespettatori 7.650.000[9]

## L'unione imperfetta
- Titolo originale: Mash-up
- Diretto da: Elodie Keene
- Scritto da: Ian Brennan

### Trama
I ragazzi del McKinley iniziano a rendersi conto di cosa voglia dire essere considerati sfigati, dal momento che fanno parte del glee. Il primo ad accorgersene è Finn, al quale viene buttata una granita in faccia. Intanto Will concorda con Ken ed Emma di creare un mash-up per le due canzoni che loro desiderano per il matrimonio e anche le coreografie. Però durante una prova alla quale Ken era assente, quest'ultimo si accorge che Emma prova qualcosa per Will. Quindi Ken obbliga Finn, Puck e gli altri ragazzi del glee coinvolti anche nella squadra di football a scegliere tra una delle due attività. Puck nel frattempo ha una relazione con Rachel, la quale lo lascia perché entrambi non sono veramente interessati. Sue, dopo il suo solito anchor show, viene invitata da Ted, il conduttore; Sue, felicissima balla con Will proprio perché l'invito era di partecipare ad una gara di ballo per scopi benefici. Però con Ted la relazione non va e Sue, furiosa e umiliata, caccia Quinn dalle Cheerios. Tutti i ragazzi eccetto Finn scelgono il glee, ma alla fine Ken capisce di aver sbagliato togliendo l'allenamento contemporaneo con le prove del glee, in maniera tale che lui e Will non perdano dei ragazzi. L'episodio finisce con Finn che si scusa e torna a far parte del glee.
- Guest star: Dijon Talton (Matt Rutherford), Patrick Gallagher (Ken Tanaka), Bill A. Jones (Rod Remington), Gina Hecht (Signora Puckerman), Max Adler (Dave Karofsky).
- Ascolti USA: telespettatori 7.150.000[10]

## Musica su 2 ruote
- Titolo originale: Wheels
- Diretto da: Paris Barclay
- Scritto da: Ryan Murphy

### Trama
Figgins disapprova l'idea di pagare con i fondi scolastici il pulmino per disabili per portare Artie alle provinciali, e Will decide allora di coinvolgere il glee in una vendita di tortini con lo scopo di raccogliere i fondi. Nel frattempo Quinn si rende conto che Finn non è molto responsabile mentre Puck fa di tutto per essere riconosciuto come padre dalla ragazza: prepara dolcetti squisiti (in realtà imbottiti di marijuana), le dona i suoi soldi per le spese del bimbo, eccetera. Will, durante una prova con il glee, nota con dispiacere il disinteresse da parte dei ragazzi riguardo alla situazione di Artie, quindi ordina a tutti di passare tre ore al giorno su una sedia a rotelle e di preparare un numero usando le sedie. Durante la settimana Artie e Tina si avvicinano sempre di più e finiscono per baciarsi; Artie però tronca la ragazza dopo aver scoperto che ha sempre finto di balbettare e che quindi quel legame che aveva creato con lui era fondato sulla finzione. Rachel e Kurt si contendono il ruolo da solista per Defying Gravity, dove alla fine vince Rachel, poiché Kurt, non volendo umiliare suo padre interpretando davanti a un ampio pubblico una canzone femminile, decide di steccare su un FA naturale. Sue intanto fa entrare in squadra una ragazza con la sindrome di down, Becky, e la tratta malissimo. Quando Will le chiede il motivo di tanta cattiveria contro Becky, Sue replica di averla semplicemente trattata come tutti gli altri ragazzi della squadra. Ma alla fine si scopre che Sue ha una sorella nelle stesse condizioni di Becky. Sue, rendendosi conto del male fatto a Becky, paga le spese per una rampa per disabili, e con un'interpretazione da parte del glee club su sedie a rotelle di Proud Mary. 
- Guest star: Dijon Talton (Matt Rutherford), Stephen Tobolowsky (Sandy Ryerson), Iqbal Theba (Preside Figgins), Mike O'Malley (Burt Hummel), Josh Sussman (Jacob Ben Israel), Cheryl Francis Harrington (Infermiera).
- Ascolti USA: telespettatori 7.530.000[11]

## Canzoni d'amore
- Titolo originale: Ballad
- Diretto da: Brad Falchuk
- Scritto da: Brad Falchuk

### Trama
Will vuole far cantare ai ragazzi del glee delle canzoni d'amore, e divide il gruppo in coppie; però un alunno è assente e Will è costretto a prendere il suo posto finendo in coppia con Rachel, che sviluppa dei sentimenti per lui. Will se ne accorge e si ricorda di Susie Pepper, anche lei innamorata di lui, la quale, dopo essere stata respinta da Shue, finisce in coma farmacologico per aver mangiato un peperoncino piccantissimo (per depressione). Allora, con l'aiuto di Emma, canta una canzone a Rachel che ne fraintende il senso innamorandosi ancora di più. Finn intanto è in coppia con Kurt, che gli consiglia di cantare una ballata alla sua figlia non ancora nata. La madre di Finn viene a conoscenza della gravidanza di Quinn. I Fabray invitano Finn a casa loro e quest'ultimo, dedicando alla sua ragazza la canzone "You're having my baby", rivela la gravidanza ai genitori di Quinn che cacciano la figlia di casa. Quinn viene perciò ospitata a casa di Finn. Puck intanto rivela a Mercedes che il vero padre è lui. Dopo una conversazione con Susie Pepper, Rachel cambia idea sul prof. Shue e gli dona dei fiori per scusarsi. L'episodio finisce con "Lean on me" dedicata a Finn e Quinn da parte del glee club.
- Guest star: Sarah Drew (Susie Pepper), Gregg Henry (Russell Fabray), Charlotte Ross (Judy Fabray), Romy Rosemont (Carole Hudson).
- Ascolti USA: telespettatori 7.360.000[12]

## Capellografia
- Titolo originale: Hairography
- Diretto da: Bill D'Elia
- Scritto da: Ian Brennan

### Trama
Will, dopo una serie di eventi sospetti, inizia a credere che Sue stia informando le scuole avversarie del programma del glee. Allora si reca nella prima scuola che dovranno sfidare, un istituto per detenute, dove la preside (interpretata dalla cantante Eve) nega tutto e Will, per scusarsi, invita la donna e le sue ragazze a esibirsi nel loro auditorium. Rachel si rende conto che la tecnica usata dalle ragazze per nascondere il loro scarso talento come ballerine è la "Capellografia": scuotono sempre i capelli per distrarre gli spettatori dai passi di danza. Will, allora, assegna ai ragazzi una canzone in cui si dovranno esibire scuotendo i capelli, quindi indossando delle parrucche. Quinn chiede a Kurt di dare a Rachel consigli per rinnovare il suo look in modo da distrarre Finn e consentirle di passare del tempo con Puck. Ma il cambiamento non dà buoni risultati: quando Rachel si veste come Sandy nel finale di "Grease", Finn le confessa di preferire la vecchia Rachel. Quindi quest'ultima, offesa, si arrabbia con Kurt (che volutamente le aveva fornito informazioni opposte ai gusti di Finn) e lui le risponde che entrambi, anche se amano Finn, sono destinati a non avere chance con lui. Quinn intanto decide di non dare in adozione la bimba e allora Kendra e Terry decidono di farle badare ai tre pestiferi figli di Kendra per farle cambiare idea. Però, con l'aiuto di Puck, Quinn riesce a badare ai bimbi in maniera esemplare e il piano delle sorelle va in fumo. Dopo l'esibizione delle Nuove Direzioni con tanto di parrucche sulle note di Hair, si esibisce il coro della scuola per sordomuti, facendo capire a Will che le parrucche sono inutili. Will si rende conto che Sue spesso spia il glee, e l'episodio genererà una nuova discussione. Quinn viene a sapere che Puck ha una relazione con Santana, e cambia idea: darà il bambino a Terry. Will si riappacifica con Sue dandole la lista dei brani che canterà il glee alle provinciali: ma lei darà le liste alle scuole avversarie, che accettano di cantare gli stessi brani prima di Will, in modo che tutti pensino che abbia rubato i brani. Alla fine, Will decide di far esibire i ragazzi seduti su uno sgabello sulle note di True Colors.
- Guest star: Eve (Grace Hitchens), Jennifer Aspen (Kendra Giardi), Michael Hitchcock (Dalton Rumba), Dijon Talton (Matt Rutherford), Michael Loeffelholz (Phil Giardi), John Autry (Deaf Choir Soloist),
- Ascolti USA: telespettatori 6.100.000[13]

## La televendita
- Titolo originale: Mattress
- Diretto da: Elodie Keene
- Scritto da: Ryan Murphy

### Trama
Ken fissa il suo matrimonio con Emma lo stesso giorno delle Provinciali. Intanto i membri del glee vengono a sapere che forse non rientreranno nelle foto dell'annuario e vanno nel panico. Però, dopo una chiacchierata con Figgins, Will ottiene uno spazio nell'annuario nel quale possono rientrare solo due rappresentanti del glee club. Tutti votano Rachel per non essere umiliati e quest'ultima convincerà Finn ad accompagnarla. Ma dopo aver subito prepotenze dai compagni di football, Finn si ritira lasciando Rachel sola. Però durante la conversazione col fotografo, Rachel riesce a scritturare il glee in uno spot per materassi. Tutti accettano e interpretano Jump saltando sui materassi della televendita lasciando Will all'oscuro di tutto. Quest'ultimo intanto scopre che Terry non è incinta ed è indeciso se lasciarla o meno. Però se ne va di casa e dorme nello studio della scuola dove trova i materassi inviati dalla ditta pubblicitaria ai ragazzi per ricompensa e ne usa uno. Sue, sapendo che nel regolamento canoro è vietato mettersi in mostra con pubblicità ecc. convince Figgins a estromettere il glee dalle provinciali. Alla fine però Quinn ricatta la Sylvester minacciandola di accusare le Cheerios poiché Sue donava macchine, trattamenti di bellezza, ecc. ai membri della sua squadra e le concederà una delle sei pagine dedicate alle Cheerios per far entrare tutti i membri del glee nell'annuario. Alla fine Will si sacrifica per le Nuove direzioni prendendo la colpa della televendita, così che solo lui sarà squalificato. I membri del glee si dispiacciono che il professore Schuester non li possa accompagnare alle Provinciali, ma Will dice che ormai è troppo tardi. La puntata finisce con le foto dei membri del glee per l'annuario e i ragazzi della scuola che le deturpano.
- Guest star: Patrick Gallagher (Ken Tanaka), Iqbal Theba (Preside Figgins), John Ross Bowie (Dennis), Dijon Talton (Matt Rutherford), Bill A. Jones (Rod Remington), Chuck Spitler (Randy Cusperberg).
- Ascolti USA: telespettatori 8.140.000[14]

## Le provinciali
- Titolo originale: Sectionals
- Diretto da: Brad Falchuk
- Scritto da: Brad Falchuk

### Trama
A causa dell'espulsione dal glee club al prof. Schuester non è consentito accompagnare le Nuove direzioni per le provinciali. Sarà invece Emma ad accompagnarli, rinviando il suo matrimonio di alcune ore.
Il glee club apprende che Puck è il padre del bambino di Quinn, e non Finn come la ragazza aveva fatto credere. Decidono di non dirlo a Rachel, credendo che lei lo rivelerà a Finn, ma poi lo deduce comunque e glielo dice. Così, arrabbiato per il tradimento di Quinn, Finn abbandona il glee club alla vigilia delle provinciali, e viene sostituito dal reporter scolastico Jacob Ben Israele. Arrivati alle provinciali il glee club scopre che i loro concorrenti faranno le loro stesse canzoni. Emma allora chiama Will, che parla con Finn e lo convince a raggiungere le Nuove direzioni. Emma affronta poi i direttori dei cori avversari Grace Hitchens e Dalton Rumba, mentre le Nuove direzioni sono costretti a scegliere i pezzi per la nuova performance all'ultimo minuto, aiutati dal ritorno di Finn. Dopo la loro performance, Grace cerca di confessare la sua corruzione ai giudici, ma hanno già deciso i vincitori, che saranno le Nuove direzioni.
Avendo precedentemente scoperto che sua moglie Terry stava solamente fingendo d'essere incinta, Will le dice che non l'ama e la lascia. Arrivando in ritardo al matrimonio di Emma, Will scopre che il rapporto tra Emma e Ken è finito a causa dei sentimenti di Emma per lui. La donna annuncia inoltre la sua intenzione di lasciare la McKinley High School, spiegando che sarà troppo doloroso per lei continuare a lavorare con Will e Ken. Il preside Figgins sospende Sue per aver dato la scaletta del glee club agli avversari, e reintegra Will come direttore. I membri del glee club dicono al prof. Schuester di aver vinto le provinciale e gli cantano "My Life Would Suck Without You" (coreografata con richiami a tutte le principali scene coreografate di questa prima parte di stagione). Finita la canzone Will cerca Emma, e dopo averla trovata mentre se ne stava andando la ferma con un bacio.
- Guest star: Eve (Grace Hitchens), Patrick Gallagher (Ken Tanaka), Iqbal Theba (Preside Figgins), Anna Camp (Candace Dystra), Patricia Forte (Donna Landries), Michael Hitchcock (Dalton Rumba), Bill A. Jones (Rod Remington), Dijon Talton (Matt Rutherford).
- Ascolti USA: telespettatori 8.130.000[15]

## Hell-O
- Titolo originale: Hell-O
- Diretto da: Brad Falchuk
- Scritto da: Ian Brennan

### Trama
Dopo la sospensione dalla sua posizione al liceo William McKinley, Sue Sylvester ricatta il preside Figgins, che alla fine le permette di tornare al lavoro alla scuola, dove complotta nuovamente per far cadere il glee club. Finn e Rachel sono ormai fidanzati, sebbene Finn pensi ancora alla sua ex-fidanzata Quinn. Sue arruola Santana e Brittany per sedurre Finn. Alla fine Finn rompe con Rachel e se ne va ad un appuntamento con Santana e Brittany, ma si rende conto che lui vuole stare con Rachel. Nel frattempo, Rachel incontra Jesse, il cantante dei rivali del glee club, i Vocal Adrenaline, in una libreria musicale locale. I due eseguono un duetto improvvisato, e Rachel si innamora di lui. Alla fine, i membri del glee vengono a conoscenza del rapporto che si è creato tra loro due e credendo che Jesse stia usando Rachel, minacciano di espellerla dal glee se non rompe con lui. Rachel chiede a Jesse di mantenere la loro relazione segreta. In realtà Jesse sta davvero utilizzando Rachel ma nessuno, lei per prima, lo capisce.
Will inizia ad uscire con Emma. Lei ammette che è ancora vergine, e chiede di rendere il loro rapporto più leggero. Durante un appuntamento, Will canta "Hello Again" ad Emma. Quando Emma prepara la cena per un altro appuntamento, sua moglie Terri arriva all'appartamento e dice a Emma che Will le cantava "Hello Again" a loro ballo di fine anno nel 1993. Questo affligge Emma.
Durante una visita a Carmel High School, Will incontra Shelby Corcoran, l'allenatore della Vocal Adrenaline. Tutti e due finiranno nell'appartamento di Will e si baceranno, ma decideranno infine di non andare oltre.
Quando Emma affronta poi Will con una copia del suo annuario delle scuole superiori, confermando che "Hello Again" è stata la canzone cantata da Will a Terry, resta sbalordito. Infine entrambi decidono di mettere il loro rapporto in attesa, al fine di affrontare le loro questioni separate. La puntata termina con l'esecuzione di "Hello, Goodbye".
- Guest star: Patrick Gallagher (Ken Tanaka), Iqbal Theba (Preside Figgins), Dijon Talton (Matt Rutherford), Jonathan Groff (Jesse St. James), Idina Menzel (Shelby Corcoran), Max Adler (Dave Karofsky), Josh Sussman (Jacob Ben Israel), James Earl (Azimio).
- Ascolti USA: telespettatori 13.660.000[16]

## Come Madonna
- Titolo originale: The Power of Madonna
- Diretto da: Ryan Murphy
- Scritto da: Ryan Murphy

### Trama
Sue Sylvester, per rendere onore alla sua cantante preferita, Madonna, decide che per una settimana le sue canzoni vengano trasmesse sulla radio della scuola; Will, nel frattempo, ascolta un racconto di Rachel su un fallito rapporto con Jesse, e viene sottolineato l'atteggiamento sessista dei ragazzi del glee. Artie ha perdonato Tina per aver finto di balbettare ma la tratta in modo sessista come gli altri ragazzi.
Così, Will, dopo avere saputo della decisione di Sue, decide che per una settimana i ragazzi del club avrebbero cantato le canzoni di Madonna, che combatte da sempre contro gli atteggiamenti sessisti verso le donne. I maschi del glee non sono d'accordo.
Nel frattempo Will ed Emma parlano fra di loro dell'educazione sessuale dei ragazzi, ed Emma capisce che per riuscire a parlare di sesso con i ragazzi, prima deve eliminare ogni problema mentale e per farlo decide di andare a letto con Will. Santana chiede a Finn di perdere la verginità con lei, Jesse e Rachel si riconciliano, Kurt e Mercedes entrano nei Cheerios. Finn e Rachel, dopo una prova del glee, si mentono a vicenda: Rachel gli racconta di aver fatto l’amore con Jesse (ma in realtà non si era sentita pronta e aveva rinunciato) e Finn gli dice di non averlo fatto con Santana (infatti Finn si sente in colpa poiché non ha significato niente). Neanche Emma si è sentita pronta a perdere la verginità. Will, capendo che per il bene di Emma non è il momento per una relazione le raccomanda uno psicologo e per il momento rimangono amici. I ragazzi del glee chiedono scusa alle ragazze dopo aver capito il loro errore e Artie e Tina si fidanzano ufficialmente.
- Guest star: Jonathan Groff (Jesse St. James), Iqbal Theba (Preside Figgins), Dijon Talton (Matt Rutherford), Josh Sussman (Jacob Ben Israel).
- Ascolti USA: telespettatori 12.980.000[17]
- Riconoscimenti: Nel 2010 Jane Lynch vince un Premio Emmy come miglior attrice non protagonista in una serie commedia per l'interpretazione in questo episodio. Nella stessa occasione il cast tecnico riceve un Premio Emmy per miglior mixaggio per una serie commedia o drammatica.

## Casa
- Titolo originale: Home
- Diretto da: Paris Barclay
- Scritto da: Brad Falchuk

### Trama
Sue, per fare un dispetto al glee, prenota per una settimana il teatro quindi i ragazzi si preoccupano perché senza quello non si possono preparare per le Regionali; intanto, Finn viene a sapere che sua mamma sta vendendo molti mobili della casa perché a breve lei e il figlio si sarebbero trasferiti a casa di Kurt, visto che i loro genitori si sono innamorati grazie a un piano di Kurt.
Mercedes, invece, deve perdere peso sotto ordine di Sue perché la ragazza deve cantare davanti a un critico molto famoso, quindi comincia a mangiare meno; Will rivede April Rhodes alla pista di pattinaggio, la quale offre al glee il suo locale. parlando, si scopre che April ha bisogno di un posto dove stare e che Will deve affittare il suo appartamento quindi la donna si autoinvita a casa del professore con l'intento di sedurlo.
Finn continua a protestare perché non vuole andare a vivere da Kurt. Il suo futuro fratellastro si ingelosisce vedendo che suo padre e Finn diventano amici. Kurt teme un'esclusione da parte del papà, che deve continuamente fare i conti con l'omosessualità del figlio.
Mercedes, dopo essere svenuta a causa della fame, viene aiutata da Quinn che le dà forza, allora decide di cantare, fiera del suo peso, davanti al critico e al pubblico in palestra con l'appoggio dei suoi amici, la canzone "Beautiful". Il critico ne rimane impressionato, così mette una buona parola sulle Cheerios, con stupore di Sue.
April, dopo aver dato un ultimatum al suo amante il quale muore sul colpo a causa di un infarto, eredita due milioni di dollari, perciò decide di acquistare l'auditorium della scuola per il glee e dirigersi a Broadway, dove farà un musical.
- Special guest star: Jonathan Groff (Jesse St. James) e Kristin Chenoweth (April Rhodes),
- Guest star: Mike O'Malley (Burt Hummel), Romy Rosemont (Carole Hudson), Michael Benjamin Washington (Tracy Pendergrass), Naya Rivera (Santana Lopez), Heather Morris (Brittany S. Pierce), Harry Shum Jr. (Mike Chang) e Dijon Talton (Matt Rutherford).
- Altri interpreti: Noel Arthur (acquirente), Earnestine Phillips (infermiera), Lauren Potter (Becky Jackson)
- Ascolti USA: telespettatori 12.180.000[18]

## Cattiva reputazione
- Titolo originale: Bad Reputation
- Diretto da: Elodie Keene
- Scritto da: Ian Brennan

### Trama
Qualcuno compila una lista sul glee club in cui si mettono, in ordine, i più sexy del glee, mettendo per ultima Rachel. Kurt trova nell'armadietto di Sue un video imbarazzante nel quale si vede l'allenatrice ballare "Physical". Il video finisce su YouTube, così che in poche ore tutti a scuola lo vedono. Sue accusa il glee sia della diffusione del video, sia della famosa lista, davanti al professore Schuester e al preside Figgins. Quest'ultimo minaccia anche di espellere tutto il club.
Il glee, nella scuola, viene considerato male, solo perché tutti hanno una buona reputazione mentre va di moda una cattiva reputazione, così Kurt, Tina, Artie, Mercedes e Brittany decidono di ballare e cantare in biblioteca, ottenendo scarsi risultati; Rachel, invece, pur di smentire la sua buona reputazione, gira un video in cui cantano e recitano Jesse, Finn e Puck non sapendo gli uni degli altri, per vantarsi dei suoi fidanzati, ma quando i ragazzi vedono il video si offendono e se ne vanno, compreso Jesse che la molla.
Sue informa Emma che Will ha avuto una relazione con la coach dei Vocal Adrenalines e si è portato a casa a dormire April e le fa capire che dovrebbe umiliarlo pubblicamente (così che il suo balletto venga dimenticato), infatti nella mensa Emma fa una scenata a Will che intanto, sta facendo una caccia alle streghe nel glee per scoprire chi è il colpevole.
Sue che vuole riottenere la sua reputazione di dura, viene contattata da Olivia Newton-John che dopo aver visto il video le propone di ballare con lei una nuova versione di Physical, così l'allenatrice ritorna ad essere la più rispettata della scuola. 
Will sentendosi molto in colpa prova a scusarsi con Emma, ma lei non riesce a perdonarlo.
Will scopre che l'autrice della famosa lista è Quinn che amareggiata per aver perso tutto ha iniziato a scriverla, ma non rivelerà il colpevole al preside.
- Special guest star: Olivia Newton John (se stessa).
- Guest star: Iqbal Theba (Preside Figgins), Jonathan Groff (Jesse St. James), Molly Shannon (Brenda Castle), Patrick Gallagher (Ken Tanaka), Stephen Tobolowsky (Sandy Ryerson), James Earl (Azimio), Max Adler (Dave Karofsky), Dijon Talton (Matt Rutherford).
- Ascolti USA: telespettatori 11.620.000[19]

## Senza voce
- Titolo originale: Laryngitis
- Diretto da: Alfonso Gomez-Rejon
- Scritto da: Ryan Murphy

### Trama
Puck ha dovuto eliminare la cresta, ed ora non incute più timore. Per ritornare ad essere rispettato decide di uscire con Mercedes, e così Santana si ingelosisce. Rachel perde la voce a causa della tonsillite e va nel panico, temendo di non poter cantare mai più. Burt Hummel sta provando a costruire un rapporto con Finn, e per ricevere attenzioni da suo padre Kurt cambia atteggiamento e look, attraendo Brittany. Finn, nel frattempo, è ancora innamorato di Rachel e prova a riconquistarla. Per aiutarla a riacquistare fiducia in sé stessa la porta da Sean, un amico rimasto paralizzato dopo un grave incidente. Sean aiuta Rachel, Mercedes lascia Puck e i Cheerios. Kurt, vedendo che la sua trasformazione non serve a niente, torna ad essere se stesso.
- Guest star: Mike O'Malley (Burt Hummel), Zack Weinstein (Sean Fretthold), Eve Gordon (Signora Fretthold), Josh Sussman (Jacob Ben Israel), Rizwan Manji (Dott. Gidwani), Dijon Talton (Matt Rutherford), Ashley Fink (Lauren Zizes).
- Ascolti USA: telespettatori 11.570.000[20]

## Continua a sognare

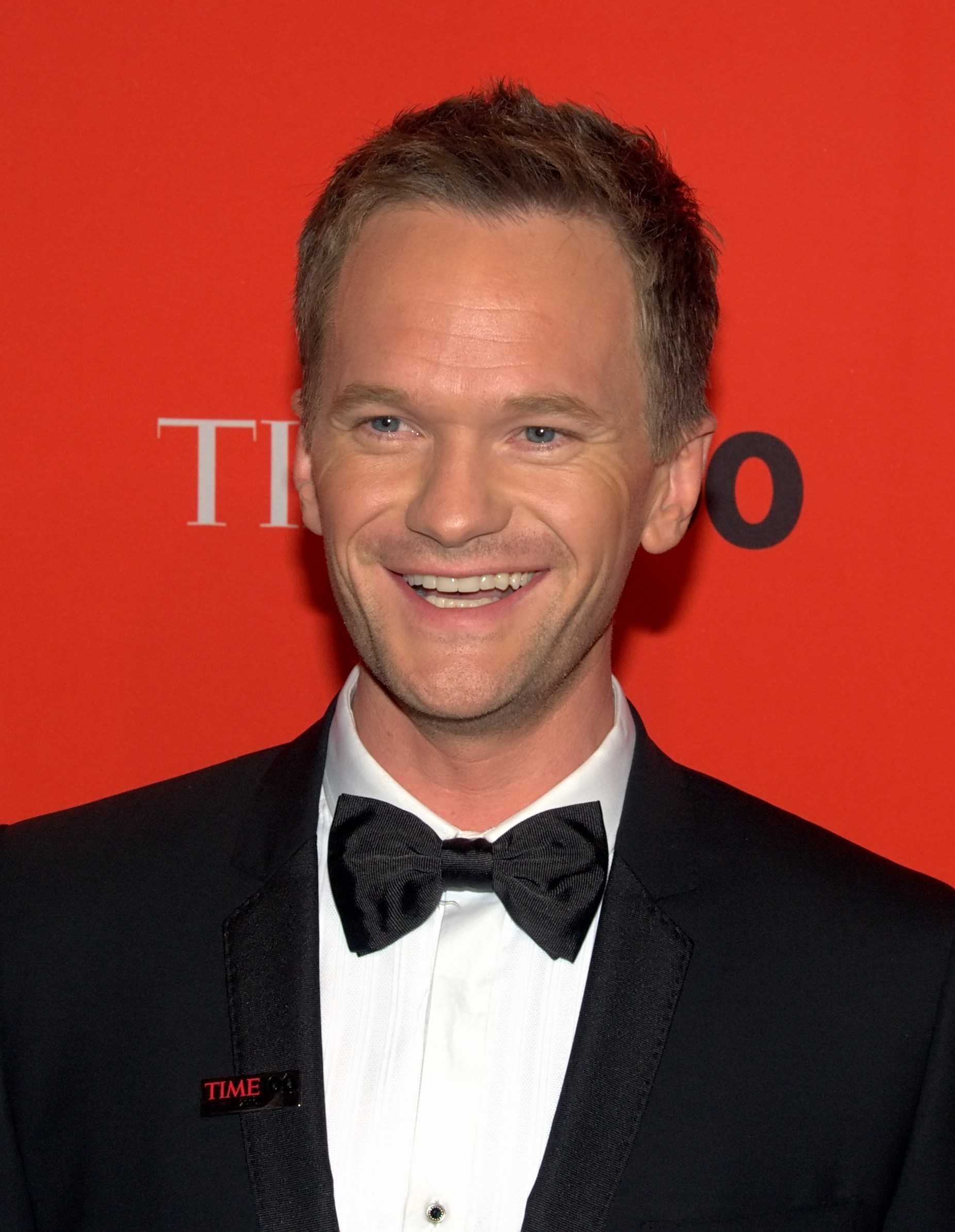
Neil Patrick Harris interpreta Bryan Ryan.

- Titolo originale: Dream On
- Diretto da: Joss Whedon
- Scritto da: Brad Falchuk

### Trama
Bryan Ryan è un ex compagno di scuola di Will, e gli rendeva la vita un inferno. Ora è alla McKinley High come nuovo membro del consiglio scolastico, e per motivi economici deve tagliare alcune attività artistiche, quindi il glee potrebbe chiudere per sempre. Ryan decide di parlare ai ragazzi dell'inutilità di avere dei sogni e di come il glee serva solo ad illuderli, dato che nessuno di loro andrà a Broadway né diventerà una star internazionale. Il sogno più grande di Artie è di diventare un ballerino, e Tina lo aiuta facendo delle ricerche su nuove terapie che potrebbero aiutarlo a migliorare. 
Per non illudere Artie, Emma gli rivela che probabilmente non esiste cura in grado di guarirlo. Capendo di non poter ballare, Artie rinuncia al suo duetto con Tina, la quale balla allora con Mike Chang. Jesse torna ed aiuta Rachel a realizzare il suo di sogno: scoprire l'identità di sua madre. Will e Bryan si parlano, e Bryan ammette di sentire moltissimo la mancanza del mondo della musica e dello spettacolo: i due quindi si presentano ad un'audizione cittadina per uno spettacolo. Will ottiene la parte principale e Bryan quella di comparsa, ma con un accordo decidono che sarà Bryan ad essere protagonista, ed in cambio non taglierà il glee. In un centro commerciale, Tina lascia Artie solo per un momento e il ragazzo fa un sogno dove si alza in piedi e riesce a ballare, facendo un flash-mob con tutti i presenti; soddisfatto, Artie si riprende e va via con Tina. Alla fine si scopre che la madre di Rachel è Shelby Corcoran, la coach dei Vocal Adrenaline e che la donna ha spinto Jesse ad unirsi alle New Directions per poter conoscere sua figlia. 
- Guest star: Neil Patrick Harris (Bryan Ryan), Jonathan Groff (Jesse St. James), Molly Shannon (Brenda Castle), John Michael Higgins (Russell), Iqbal Theba (Preside Figgins), Idina Menzel (Shelby Corcoran), Paul Vogt (Herb Duncan), Dijon Talton (Matt Rutherford).
- Ascolti USA: telespettatori 11.590.000[21]
- Riconoscimenti: Nel 2010 Neil Patrick Harris riceve un Premio Emmy come miglior attore non protagonista in una serie commedia per l'interpretazione in questo episodio.

## Teatralità
- Titolo originale: Theatricality
- Diretto da: Ryan Murphy
- Scritto da: Ryan Murphy

### Trama
Tina viene richiamata dal preside a causa del suo stile gotico-dark, e le vieta di vestirsi in questo modo perché crede che lei sia un vampiro. Rachel scopre che i Vocal Adrenaline stanno facendo le canzoni di Lady Gaga, e questo ispira il professor Schuester a dedicare la settimana alla "teatralità", tema che potrebbe aiutare Tina a trovare un nuovo look. Finn, intanto, si trasferisce a casa di Kurt, ma con lui vive dei problemi, a causa dell'omosessualità del ragazzo. Rachel, Quinn e Mercedes vanno a spiare i Vocal Adrenaline, e quando la loro allenatrice Schelby canta, Rachel capisce che la sua mamma biologica è lei. Le due parlano da madre a figlia, ma l'incontro fra di loro non è come si sarebbe aspettata Rachel, che rimane delusa. Kurt e Tina vengono minacciati da Azimio e Karofski, ma i due non demordono.
I ragazzi del glee, non sentendosi a proprio agio nel cantare Lady Gaga, decidono di cantare le canzoni dei Kiss, mentre Rachel si fa aiutare da Shelby a costruire un nuovo costume. Kurt chiede a Finn di proteggerlo dai bulli, ma lui si arrabbia molto perché da quando è nel glee viene considerato un perdente. Puck e Quinn, dopo una litigata su che nome dare alla loro bambina, si riconciliano con la canzone "Beth", che sarà il nuovo nome della neonata. I due futuri fratellastri litigano, e 
Finn viene cacciato di casa da Burt, perché ha chiamato suo figlio "finocchio", e Rachel e sua madre si danno una specie di addio cantando una versione lenta di "Poker Face".
Alla fine, Kurt viene ri-minacciato, ma Finn lo salva con l'aiuto di tutto il glee e Tina, grazie ad uno stratagemma architettato da lei stessa contro il preside Figgins, ritrova il suo stile.
- Guest star: Iqbal Theba (Preside Figgins), Mike O'Malley (Burt Hummel), Idina Menzel (Shelby Corcoran), Romy Rosemont (Carole Hudson), Max Adler (Dave Karofsky), Josh Sussman (Jacob Ben Israel), James Earl (Azimio), Hayley Holmes (Liz Schneider), Dijon Talton (Matt Rutherford).
- Ascolti USA: telespettatori 11.490.000[22]

## Anima e rabbia
- Titolo originale: Funk
- Diretto da: Elodie Keene
- Scritto da: Ian Brennan

### Trama
Jesse torna nei Vocal Adrenaline, che danno una performance di "Another One Bites the Dust" nell'auditorium del McKinley High, per intimidire il glee club. I membri del glee così cadono in depressione e Will Schuester cerca di risollevarli facendogli fare numeri funk. Quinn per questo compito, esegue "It's a Man's Man's Man's World" per sfogare la sua frustrazione di essere una madre adolescente non sposata. Mercedes, Puck e Finn, eseguono "Good Vibrations", come proprio numero "funk", basato sulla band Marky Mark il cui nome è Funky Bunch. Dopo il numero di Quinn, Mercedes, capendo la sua situazione, simpatizza con lei e la invita a vivere a casa sua.
Will e Terri divorziano. Intanto Will ha un modo per sconfiggere per sempre Sue. Will seduce Sue con una performance di "Tell Me Something Good", e le chiede un appuntamento a cui lui non andrà. Sue si sente umiliata e ritira la squadra di cheerleading dalle nazionali. Will vede l'impatto negativo che ha questo sulle cheerleader rendendosi conto che alcuni di essi potrebbero perdere le loro borse di studio all'università. Will scopre alla fine che ferire il suo nemico non lo faceva sentire meglio. Così va a casa di Sue e la incoraggia ad andare alle nazionali per le sue ragazze. Sue rientra a scuola e vince le nazionali, ma dà poi a Will due opzioni: o mette il nuovo trofeo di Sue all'interno della stanza del glee, o la deve baciare. Will sta per baciarla, ma Sue si ritira e afferma che il trofeo sarà messo nella sala del glee come ricordo della sua superiorità.
Come ritorsione per atti di vandalismo dei Vocal Adrenaline, Puck e Finn bucano le gomme delle auto dei rivali. Il preside Figgins pensa che debbano essere espulsi, ma Shelby Corcoran, direttore dei Vocal Adrenaline, non è d'accordo, insistendo però che paghino i danni. Poi raccomanda di prendere i soldi dal bilancio glee, ma Will dice che il club andrà in bancarotta. Finn allora propone a Puck di trovare un lavoro. Puck e Finn trovano lavoro dove lavora Terri. Esprimendo l'insoddisfazione nella propria vita, Puck, Finn, Terri, Sandy Ryerson e il dipendente Howard Bamboo eseguono "Loser" in una sequenza di un sogno. Terri scopre che Finn le ricorda Will e fa amicizia con lui aiutandolo con il suo compito per il glee.
Jesse rompe ulteriormente il cuore di Rachel quando le dice di uscire nel parcheggio, dove lui e gli altri membri del Vocal Adrenaline le lanciano uova. Allora i membri maschi del glee, guidati da Puck, decidono di vendicarsi. Ma alla fine Will fa eseguire al glee "Give Up the Funk" per dimostrare ai Vocal Adrenaline che non sono sconfitti dalla loro prepotenza. La loro prova di forza intimidisce i loro rivali, che non sono mai stati in grado di tirare fuori un numero funk.
- Guest star: Idina Menzel (Shelby Corcoran), Jonathan Groff (Jessie St. James), Iqbal Theba (Preside Figgins), Stephen Tobolowsky (Sandy Ryerson), Kent Avenido (Howard Bamboo), Brian McGovern (Brett Paxton), Josh Sussman (Jacob Ben Israel), Keisuke Hoashi (Peter 'Chainsaw' Gow), Tonita Castro (Imelda), Dijon Talton (Matt Rutherford).
- Ascolti USA: telespettatori 8.990.000[23]

## Le regionali

Scena dell'episodio

- Titolo originale: Journey to Regionals
- Diretto da: Brad Falchuk
- Scritto da: Brad Falchuk

### Trama
Le regionali sono vicinissime ed il clima è di disperazione. Questo viene subito peggiorato dalla notizia che Sue Silvester è riuscita ad essere scelta come giudice di gara per le regionali e si presenta del tutto determinata a portare le Nuove Direzioni alla sconfitta e dunque alla chiusura definitiva del glee club. Nello sconforto generale solo le parole di incoraggiamento riescono a dare nuova fiducia in Will il quale riesce a dare un nuovo vigore al club col tema "journey". Nel frattempo Finn tentando un riavvicinamento a Rachel per convincerla a non mollare la speranza della vittoria riceve un bacio da questa. Subito il glee club è catapultato alle regionali. La giuria è composta da Olivia Newton-John, Rod Romington, Josh Groban e da Sue. Il primo gruppo ad esibirsi porta un medley di canzoni di Olivia e del cantante. Dopo si esibiscono le Nuove Direzioni con "Faithfully", "Any Way You Want It" /"Lovin', Touchin', Squeezin'" e "Don't stop believin'" dei Journey riscuotendo molto successo dal pubblico. Alla fine dell'esibizione, Quinn incontra la madre che la informa di aver cacciato di casa il marito per tradimento e di volere sua figlia di nuovo a casa. Quinn però non reagisce: le si sono rotte le acque. Presto viene portata in ospedale insieme a Mercedes, la madre e Puck, e quasi tutti i ragazzi del glee, dove partorirà una bellissima bambina. Nel frattempo avviene l'esibizione dei Vocal Adrenaline con "Bohemian Rhapsody" dei Queen. Rachel invece di andare in ospedale, rimane a guardare la loro esibizione con Jesse e dopo va a chiedere a sua madre di insegnare al loro liceo (anche per aver modo di conoscersi meglio) e la informa del parto di Quinn. La madre dice che per lei invece è arrivato il momento di crearsi una famiglia. Finite le esibizioni, i giudici si riuniscono per decidere il vincitore: Rod è a favore dei Vocal Adrenaline, Olivia del terzo gruppo e Josh delle Nuove Direzioni. Sue non si pronuncia e sembra disgustata dalle pregiudizievoli parole dei giurati in merito alla totale mancanza di talento delle Nuove Direzioni. Il verdetto viene deciso e portato sul palco per la lettura ufficiale: il terzo gruppo si aggiudica il secondo posto; I Vocal Adrenaline sono decretati vincitori e alle Nuove Direzioni resta il terzo posto. Al glee sono tutti sorpresi e sconvolti. Totalmente tristi per la chiusura del glee club vogliono comunque ringraziare di cuore Will per il lavoro svolto e gli insegnamenti di vita ricevuti in questi nove mesi dedicandogli la canzone "To Sir, with love" alla cui esecuzione assiste di nascosto anche una Sue commossa. Questa recatasi da Will mentre raccoglieva i suoi averi dalla sala del glee club annuncia la sua vittoria con battute sarcastiche, frasi ad effetto di un'ironia sagace, ma alla fine si svela per la donna sensibile che è in realtà; infatti con un flashback si saprà che lei alle regionali aveva votato a favore delle Nuove Direzionie e comunica a Will che si è recata dal preside Figgins per convincerlo a lasciare aperto il glee club ancora un anno dandogli così un'altra chance. Will raggiante ringrazia di cuore Sue e riunisce i ragazzi per informarli della magnifica notizia e dedica loro la canzone "Over the Rainbow". La bambina di Quinn, il cui nome sarà Beth come avrebbe voluto Puck, è stata felicemente adottata da Shelby.
- Guest star: Josh Groban (Se stesso), Jonathan Groff (Jesse St. James), Idina Menzel (Shelby Corcoran), Iqbal Theba (Preside Figgins), Charlotte Ross (Judy Fabray), Bill A. Jones (Rod Remington), Olivia Newton-John (Se stessa), Dijon Talton (Matt Rutherford).
- Ascolti USA: telespettatori 10.920.000[24]